# Marko Sapunar
Marko Sapunar poznati je hrvatski novinar i pisac. Rođen je 1937. godine u Ložišćima na otoku Braču.
Prve novinarske radove objavljuje u ‘’Studentskom listu’’ 1963. godine gdje je bio urednikom.
Završio je Ekonomski fakultet u Zagrebu. Magistrirao je iz područja informacijskih znanosti 1988., a 1993. doktorirao iz teorije novinarstva. Novinarstvom se bavi od 1963. 
Na Hrvatskom radiju radi od 1964. kao novinar, urednik i prvi direktor RTV centra u Zadru od 1969. do 1972., odgovorni urednik Drugog programa od 1986. do 1992. Sada se bavi publicistikom, novinarstvom i teorijom znanosti o novinarstvu.
Od 1986. je predavač na Studiju novinarstva pri Fakultetu političkih znanosti. Za docenta izabran je 1996., a izabran je i za izvanrednog profesora. Utemeljitelj i predavač kolegija: Uvod u novinarstvo, Novi mediji i Povijest novinarstva.
Na Hrvatskom vojnom učilištu ‘’Petar Zrinjski’’ utemeljitelj je kolegija Vojno komuniciranje – na Zapovjednoj stožernoj školi.
Predavač je teorije komunikacija – novinarstva na mnogim poslijediplomskim studijima, te gost predavač na više europskih studija novinarstva. Član je Vijeća za telekomunikacije Sabora RH, stručni suradnik HRT, te jedan od osnivača Hrvatskog komunikacijskog društva.

## Djela
- Novinarstvo (teorija i praksa, suautor), MGC, Zagreb 1992.
- Radio difuzni sustavi, Alinea, Zagreb 1993.
- Radio, jučer, danas, sutra, HAZU, Zagreb 1994.
- Vojno komuniciranje, ZSŠHV, suautor, 1995., 1997.
- Osnove znanosti o novinarstvu (sveuč. udžbenik), Epoha, Zagreb 1995., 1996.

## Unutarnje poveznice
- Biografije nastavnika angažiranih na Hrvatskim studijima na Wikiizvoru